# Shahrestān di Osku
Lo shahrestān di Osku (farsi شهرستان اسکو) è uno dei 19 shahrestān dell'Azarbaijan orientale, in Iran. Il capoluogo è Osku. Lo shahrestān è suddiviso in 2 circoscrizioni (bakhsh): 
- Centrale (بخش مرکزی)
- Ilkhechi (بخش ایلخچی), capoluogo Ilkhechi.

Nella circoscrizione di Osku si trova il villaggio di Kandovan, a 2.200 m s.l.m. (37°47′43.75″N 46°14′49.71″E), con le sue case scavate nella roccia e i suoi camini delle fate simili a quelli di Göreme in Turchia.

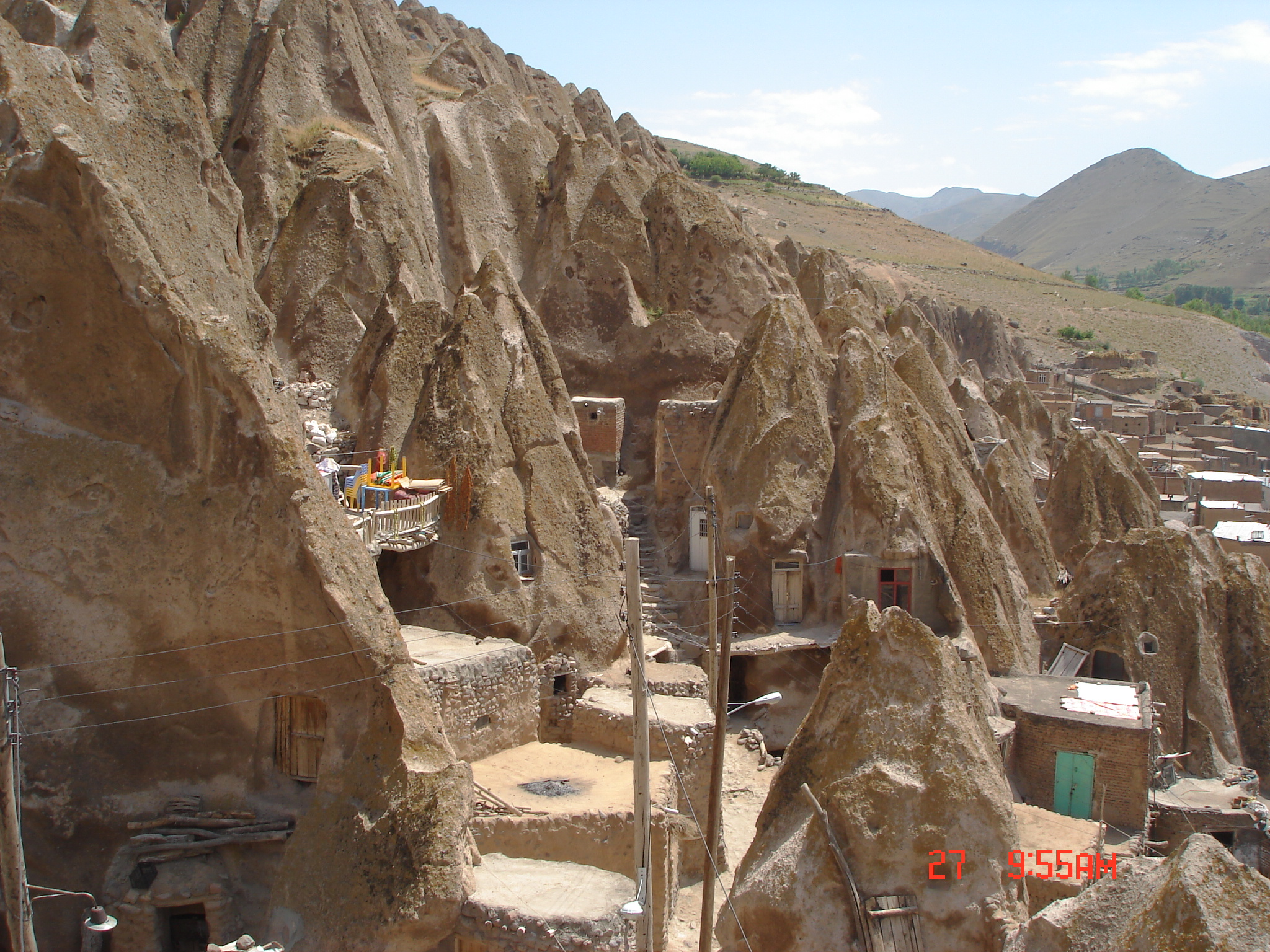
L'architettura troglodita di Kandovan.